# NGC 82

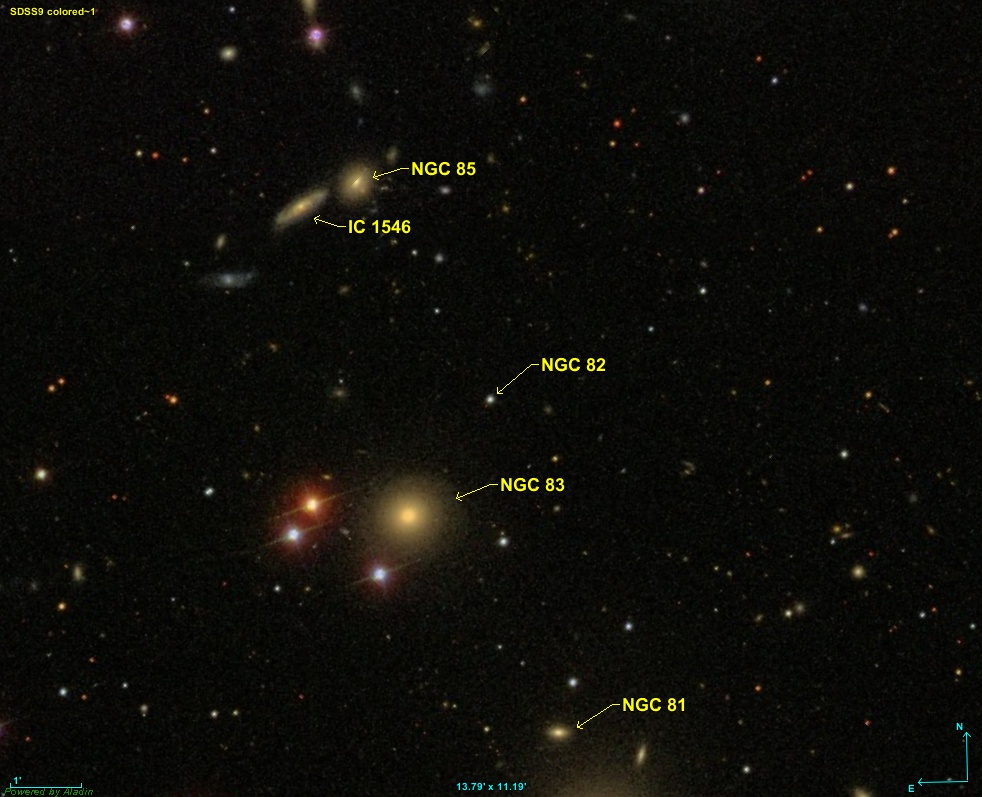
NGC 82

NGC 82 es una estrella de magnitud 14,8 ubicada en la constelación de Andrómeda. Fue registrado por primera vez por el astrónomo francés Guillaume Bigourdan el 23 de octubre de 1884. 